# Суперкубок Іспанії з футболу 2023
Суперкубок Іспанії з футболу 2023 — 38-й розіграш турніру. Матчі відбулися з 10 по 14 січня 2024 року між чотирма найсильнішими командами Іспанії сезону 2022—23. 
| Володар Суперкубка Іспанії 2023 |
| ------------------------------- |
|                                 |
| Реал Мадрид Тринадцятий титул   |

## Формат
У турнірі візьмуть участь чотири найкращі команди Кубка Іспанії та Ла-Ліги:
- Чемпіон Іспанії — «Барселона»
- Бронзовий призер чемпіонату Іспанії — «Атлетіко»
- Володар Кубка Іспанії — «Реал Мадрид»
- Фіналіст Кубка Іспанії — «Осасуна»

## Півфінали
| 10 січня 2024 21:00 (EEST) |

| Реал Мадрид                                                             | 5–3 (дч) | Атлетіко                                      |
| ----------------------------------------------------------------------- | -------- | --------------------------------------------- |
| - Рюдігер 20' - Манді 29' - Карвахаль 85' - Хоселу 115' - Брахім 120+2' | Протокол | - Ермосо 6' - Грізманн 37' - Рюдігер 78' (аг) |

| Стадіон Університету короля Сауда, Ер-Ріяд Глядачів: 25 000 Арбітр: Хав'єр Альберола Рохас |

| 11 січня 2024 21:00 (EEST) |

| Барселона                         | 2–0      | Осасуна |
| --------------------------------- | -------- | ------- |
| - Левандовський 59' - Ямаль 90+3' | Протокол |         |

| Стадіон Університету короля Сауда, Ер-Ріяд Глядачів: 23 932 Арбітр: Алехандро Муньїс Руїс |

## Фінал
| 14 січня 2024 22:00 |

| Реал Мадрид                                              | 4–1      | Барселона           |
| -------------------------------------------------------- | -------- | ------------------- |
| - Вінісіус Жуніор 7', 10', 39' (пен.) - Родріго Гоес 64' | Протокол | - Левандовський 33' |

| Стадіон Університету короля Сауда Глядачів: 23 977 Арбітр: Хуан Мартінес Мунуера (Валенсія) |